# شهرآورد تاین ور
هماوردی نیوکاسل یونایتد و ساندرلند که به دربی تاین وِر (به انگلیسی : Tyne_Wear Darby) و دربی شمال شرق انگلستان نیز معروف است، به مسابقه فوتبال بین دو تیم انگلیسی نیوکاسل یونایتد و ساندرلند گفته می شود. دو شهر نیوکاسل آپون تاین و ساندرلند که در شمال شرقی انگلستان قرار گرفته اند، حدود ۱۹ مایل (۱۲ کیلومتر) از یک دیگر فاصله دارند. ساندرلند بازی‌های خانگی خود را در ورزشگاه آف لایت و نیوکاسل بازی‌های خانگی خود را در ورزشگاه سنت جیمز پارک برگزار می‌کند. اولین دیدار این دو تیم در جام حذفی سال ۱۸۸۸ برگزار شد که ساندرلند با دو گل به برتری رسید. 
این شهرآورد به دلایل اقتصادی و تاریخی و سیاسی بین دو شهر نیوکاسل آپون تاین و ساندرلند همواره از حساسیت بالایی برخورد دار بوده است و جزو شهرآورد های بزرگ انگلستان محسوب می شود.

## آمار بازی های برگزار شده
| رقابت                              | تعداد بازی | برد نیوکاسل | برد ساندرلند | تساوی | تعداد گل های نیوکاسل | تعداد گل های ساندرلند |
| ---------------------------------- | ---------- | ----------- | ------------ | ----- | -------------------- | --------------------- |
| لیگ                                | ۱۴۲        | ۵۱          | ۴۷           | ۴۴    | ۲۱۱                  | ۲۱۱                   |
| جام حذفی                           | ۸          | ۲           | ۳            | ۳     | ۸                    | ۱۱                    |
| جام اتحادیه                        | ۲          | ۰           | ۰            | ۲     | ۴                    | ۴                     |
| پلی آف                             | ۲          | ۰           | ۱            | ۱     | ۰                    | 2                     |
| جام تکزاکو/ جام انکلستان- اسکاتلند | ۲          | ۰           | ۲            | ۰     | ۱                    | ۴                     |
| مجموع                              | ۱۵۶        | ۵۳          | ۵۳           | ۵۰    | ۲۲۴                  | ۲۳۲                   |

## افتخارات دو تیم
| رقابت                        | نیوکاسل یونایتد | ساندرلند |
| ---------------------------- | --------------- | -------- |
| لیگ دسته اول فوتبال انگلستان | ۴               | ۶        |
| جام حذفی فوتبال انگلستان     | ۶               | ۲        |
| جام خیریه فوتبال انگلستان    | ۱               | ۱        |
| مجموع                        | ۱۱              | ۹        |